# Кубинсько-німецькі відносини
Кубинсько-німецькі відносини — двосторонні відносини між Німеччиною та Республікою Куба . Куба створила посольство в Берліні, а Німеччина має посольство в Гавані . 

## Історія
Після здобуття незалежності,  Республіка Куба встановила офіційні відносини зі Східною Німеччиною, іншою комуністичною державою, проте не встановила офіційних зносин із Західною Німеччиною
У 1972 році генеральний секретар Еріх Хонеккер відвідав Кубу  і на честь даного державного візиту Фідель Кастро перейменував острів на острів Ернста Тельмана в честь Ернста Тельмана, лідера Комуністичної партії Німеччини. Протягом періоду  з 1925 по 1933 роки Фідель Кастро пообіцяв передати острів уряду Східної Німеччини, хоча пізніше це вважалося  швидше «символічною» , аніж буквальною передачею. Бюст Ернста Тельмана був відкритий і сфотографований Aktuelle Kamera . У 1975 році Франка Шобеля було відправлено на острів для створення музичних відео, а пізніше на острові  зняли частину документальногр фільму, задля  підтвердження близьких стосунків  НДР і Куби. 
Пізніше Куба встановила офіційні відносини з Німеччиною і в 2000 році Хайдемарі Віцорек-Зойл, німецький міністр розвитку, відвідала Кубу. Невдовзі в обох країнах було відкрито посольства. У 2001 році міністр економіки Вернер Мюллер відвідав Кубу, щоб зустрітися з Фіделем Кастро для обговорення торгових відносин. У 2015 році Кубу відвідав міністр закордонних справ Франк-Вальтер Штайнмаєр. Це стало першим візитом міністра закордонних справ Німеччини до Куби за 113 років. Станом на 2015 рік понад 40 німецьких компаній вели діяльність на Кубі. 
Німеччина створила службу академічного обміну з Кубою для сприяння освітнім зв’язкам між обома країнами.
У 2018 році Німеччина відкрила у Кубі «Німецький офіс сприяння торгівлі та інвестиціям». Куба співпрацює з Німеччиною в кількох проектах допомоги сталому розвитку, пов’язаних із захистом навколишнього середовища, відновлюваною енергією та боротьбою зі зміною клімату. Декілька з них носять академічний характер. 
У 2019 році Куба експортувала до Німеччини товарів на суму 64,7 мільйона доларів США, причому найбільшу частку експорту становив тютюн — понад 118 мільйонів тонн. Того ж року Німеччина у свою чергу експортувала до Куби товарів на 212 мільйонів доларів США. Німеччина експортує широкий спектр механічних і промислових пристроїв, таких як центрифуги  та сільськогосподарську продукцію. 
У 2020 році віце-міністр зовнішньої торгівлі та інвестицій Куби Ана Тересіта Гонсалес і посол Німеччини  обговорили шляхи розвитку економічних і торгових відносин. Завдяки цьому створено спільне німецько-кубинське підприємство "PAMAS", що займається виробництвом промислових кранів, пневматичних і гідравлічних компонентів. 

## Дивіться також
- Зовнішні відносини Куби
- Зовнішні відносини Німеччини